# Marvel Television
Marvel Television era una divisione di Marvel Entertainment, di proprietà di The Walt Disney Company. L'azienda si occupa di realizzare serie televisive in live action e di animazione (attraverso la Marvel Animation). La sede della divisione era negli uffici degli ABC Studios. Marvel Television viene attualmente usata come etichetta dei Marvel Studios.

## Informazioni generiche
La Marvel Entertainment aveva precedentemente dato in licenza alcuni personaggi dei fumetti Marvel Comics per realizzare delle serie televisive. L'incredibile Hulk fu l'unica serie in live-action ad avere successo, andando in onda per cinque stagione. L'ultima serie prodotta, Blade - La serie, venne cancellata dopo una sola stagione dal network Spike.
La prima serie prodotta aveva come protagonista l'Uomo Ragno, Spidey Super Stories, ed era composta da una serie di cortometraggi. Durante gli anni settanta venne prodotta The Amazing Spider-Man, da cui furono tratti tre film (L'uomo Ragno, L'Uomo Ragno colpisce ancora e L'Uomo Ragno sfida il Drago); poco tempo dopo fu Hulk ad ottenere una riduzione televisiva con Bill Bixby e Lou Ferrigno, dalla quale furono tratti cinque film (L'incredibile Hulk, Morte in famiglia, Processo all'incredibile Hulk, La rivincita dell'incredibile Hulk e La morte dell'incredibile Hulk). Sempre negli anni settanta furono realizzati tre film destinati alla televisione: Dr. Strange, Capitan America e il sequel Captain America II: Death Too Soon.
Negli anni novanta furono realizzati due film televisivi (Generation X e Nick Fury). Successivamente, nei primi anni del 2000, venne realizzata una serie TV ispirata vagamente agli X-Men e intitolata Mutant X.

## Storia

### Sotto Marvel Entertainment
Il 28 giugno 2010 la Marvel Entertainment annunciò la creazione della Marvel Television, una divisione dei Marvel Studios, con a capo Jeph Loeb nel ruolo di vice presidente esecutivo. Nell'ottobre 2010 venne annunciato che il primo progetto di Marvel Television per la ABC sarebbe stata una serie televisiva su Hulk sviluppata da Guillermo del Toro.
Nel dicembre 2010 venne rivelato che Melissa Rosenberg era al lavoro su AKA Jessica Jones, basata sul fumetto Alias e sul personaggio di Jessica Jones, per la ABC, con una di messa in onda prevista per la stagione 2011-2012. Al San Diego Comic-Con International 2011 Loeb rivelò che la Marvel era al lavoro su una serie su Cloak and Dagger e Mockingbird per la ABC Family. Nell'ottobre 2011 ABC Studios vendette uno script per una serie televisiva sul Punitore a Fox, che ordinò un put pilot del progetto. Nel maggio 2012 venne annunciato che la serie su Hulk non sarebbe stata pronta per la stagione 2012-2013, ma che forse lo sarebbe stata per la stagione 2013-2014. Venne inoltre riportato che la ABC aveva messo da parte AKA Jessica Jones.
Nel luglio 2012 venne annunciato che la Marvel era in trattative con la ABC per una serie tv ambientata nel Marvel Cinematic Universe. Ad agosto la ABC ordinò il pilot della serie scritto da Joss Whedon, Jed Whedon, e Maurissa Tancharoen, e diretto da Joss Whedon; la serie, Agents of S.H.I.E.L.D., venne ufficialmente ordinata nel maggio 2013, ed è in onda dal settembre 2013. Nello stesso mese Deadline.com riportò che la Marvel stava sviluppando una serie ispirata al Marvel One-Shot Agente Carter.
Nell'ottobre 2013 venne riportato che la Marvel era al lavoro su quattro serie televisive e una miniserie (per un totale di 60 episodi) da realizzare con un servizio di video on demand o un fornitore di prodotti via cavo, con Netflix, Amazon e WGN America interessati al progetto. Alcune settimane dopo, la Marvel e la Disney annunciarono di aver concluso un accordo con Netflix per trasmettere delle serie televisive su Daredevil, Jessica Jones, Pugno d'acciaio e Luke Cage e una miniserie sui Difensori. Il CEO della Disney Bob Iger spiegò di aver scelto Netflix come piattaforma di streaming "dopo che la Disney si è accorta che poteva usare il servizio di streaming come modo per aumentare la popolarità dei personaggi". Aggiunse inoltre che se i personaggi dovessero risultare popolari potrebbero essere portati sul grande schermo. Le serie sono parte integrante del Marvel Cinematic Universe.
Sempre a novembre 2013 la Marvel confermò che la serie televisiva su Hulk era stata cancellata. L'8 maggio 2014 la ABC annunciò il rinnovo di Agents of S.H.I.E.L.D. e ordinò ufficialmente Agent Carter, andata in onda per due stagioni da gennaio 2015 a marzo 2016.
Nell'aprile 2015 venne riportato che la Marvel Television era al lavoro su uno spin-off di Agents of S.H.I.E.L.D.. La serie, sviluppata da Jeffrey Bell e Paul Zbyszewski, avrebbe dovuto essere basata su una o più storyline presenti alla fine della seconda stagione. Nello stesso mese venne annunciato che lo sceneggiatore John Ridley era al lavoro su una nuova serie televisiva che avrebbe "reinventato" una proprietà Marvel già esistente. Nel maggio 2015 Deadline.com riportò che la ABC aveva messo da parte lo sviluppo dello spin-off di Bell e Zbyszewski.
Nell'agosto 2015 venne riportato che la ABC era di nuovo al lavoro sullo spin-off di Agents of S.H.I.E.L.D., rielaborato e intitolato Marvel's Most Wanted, a cui aveva dato un ordine per un episodio pilota. Bell e Zbyszewski hanno sviluppato la serie e hanno scritto il pilot; in caso di ordine a serie, i due sarebbero stati showrunner e produttori esecutivi della serie, insieme a Jeph Loeb come produttore esecutivo. La serie avrebbe dovuto essere incentrata sui personaggi di Bobbi Morse e Lance Hunter, e avrebbe dovuto offrire "nuovo sguardo sul duo e sulle loro avventure".
A fine agosto 2015 i Marvel Studios vennero integrati nei Walt Disney Studios, lasciando la Marvel Television e Animation sotto il controllo della Marvel Entertainment e del CEO Ike Perlmutter.
Nell'ottobre 2015 la ABC ordinò il put pilot di Marvel's Damage Control, una comedy basata sull'omonimo team dei fumetti. La serie è sviluppata da Ben Karlin e prodotta ABC Studios e Marvel Television. Nello stesso mese FX ordinò il pilot di Legion, incentrato su David Haller. Il pilot è prodotto da FX Production (FXP) e Marvel Television, con la produzione vera e propria affidata a FXP. Sempre ad ottobre la Fox annunciò che la 20th Century Fox Television e la Marvel Television erano al lavoro sulla serie Hellfire, incentrata sull'omonima organizzazione segreta dei fumetti.
Nel gennaio 2016 il presidente della ABC Paul Lee rivelò che la ABC era al lavoro su una seconda serie comedy ambientata all'interno del Marvel Cinematic Universe. Sempre a gennaio TVLine riportò che Netflix era al lavoro sulla serie The Punisher, incentrata sull'omonimo personaggio introdotto nella seconda stagione di Daredevil. Nello stesso mese il presidente di FX John Landgraf rivelò che il network aveva ordinato ulteriori sceneggiature di Legion in vista del possibile ordine a serie; rivelò inoltre che la serie sarebbe stata ambientata in un universo parallelo rispetto a quello dei film degli X-Men e che sarebbe stata composta da 10 episodi previsti per il 2016.
Nell'aprile 2016 il network Freeform, di proprietà della ABC, ordinò la serie televisiva Cloak & Dagger, basata sui due omonimi personaggi; la serie è prevista per il 2018. Nello stesso mese Netflix ordinò la prima stagione di The Punisher. Nel maggio 2016 la ABC cancellò Agent Carter e decise nuovamente di non produrre Most Wanted.
Nel luglio 2016 la Fox e la Marvel annunciarono un put pilot per una serie senza titolo sviluppata da Matt Nix. La serie, prodotta da 20th Century Fox e Marvel, con la produzione vera e propria affidata a 20th Fox, è incentrata su due genitori che scoprono che il loro bambino possiede dei poteri mutanti, costringendoli a fuggire dal governo e a unirsi a una rete clandestina di mutanti. Nix è produttore esecutivo insieme a Bryan Singer, Lauren Shuler Donner, Simon Kinberg, Loeb e Jim Chory. Nel maggio 2017 Fox ordinò ufficialmente la serie, intitolata The Gifted. Nello stesso mese venne confermato che la serie Hellfire Club era stata messa da parte.
Nell'agosto 2016 la Marvel annunciò che il servizio di streaming on demand Hulu aveva ordinato il pilot di Marvel's Runaways, incentrato sull'omonimo gruppo dei fumetti. Il pilot è scritto da Josh Schwartz e Stephanie Savage, che hanno anche il ruolo di showrunner e produttori esecutivi. Nello stesso mese venne riportato che la Marvel era al lavoro su una serie comedy basata sui New Warriors con protagonista Squirrel Girl e che era alla ricerca di canali via cavo o servizi di video on demand a cui offrire la serie. Nell'aprile 2017 venne annunciato che la serie sarebbe stata trasmessa nel 2018 da Freeform, e nel maggio 2017 Hulu annunciò di aver ordinato una stagione completa di Runaways.
Nel novembre 2016 la Marvel annunciò la serie Marvel's Inhumans, basata sui personaggi degli Inumani creati da Stan Lee e Jack Kirby. La serie, una co-produzione Marvel Television e ABC Studios, venne girata in parte in formato IMAX, e i primi due episodi vennero proiettati nei cinema IMAX nel settembre 2017 prima di debuttare su ABC.
Il 10 dicembre 2019 Marvel Television è stata incorporata nei Marvel Studios, decretando la chiusura della divisione.

### Rilancio sotto Marvel Studios (dal 2024)
A seguito della continua espansione del Marvel Cinematic Universe, nel 2024 dopo la costituzione della Marvel Studios Animation lanciata con la serie animata X-Men '97, i Marvel Studios riesumano la propria divisione Marvel Television, la quale si dedicherà alla produzione delle serie live-action legate allo stesso universo cinematografico con il lancio delle nuove serie tv, ovvero Agatha All Along, Daredevil: Born Again e Ironheart.

## Produzioni
Tutte le serie fanno parte del Marvel Cinematic Universe, salvo dove diversamente indicato.
| Titolo                            | Anno      | Co-produzione | Rete televisiva | Note                                                                                      |
| --------------------------------- | --------- | --- | --------------- | ----------------------------------------------------------------------------------------- |
| Agents of S.H.I.E.L.D.            | 2013-2020 | ABC Studios Mutant Enemy                                                                                                  | ABC             |                                                                                           |
| Agent Carter                      | 2015-2016 | ABC Studios F&B Fazekas & Butters                                                                                         | ABC             |                                                                                           |
| Agents of S.H.I.E.L.D.: Slingshot | 2016      | ABC Studios | ABC.com         | Mini-episodi per il web.                                                                  |
| Daredevil                         | 2015-2018 | ABC Studios DeKnight Prods. (st. 1) Goddard Textiles                                                                      | Netflix         |                                                                                           |
| Jessica Jones                     | 2015-2019 | ABC Studios Tall Girl Productions                                                                                         | Netflix         |                                                                                           |
| Luke Cage                         | 2016-2018 | ABC Studios | Netflix         |                                                                                           |
| Iron Fist                         | 2017-2018 | ABC Studios Devilina Productions                                                                                          | Netflix         |                                                                                           |
| The Defenders                     | 2017      | ABC Studios | Netflix         |                                                                                           |
| The Punisher                      | 2017-2019 | ABC Studios | Netflix         |                                                                                           |
| Inhumans                          | 2017      | ABC Studios Devilina Productions IMAX Corporation                                                                         | ABC             |                                                                                           |
| Legion                            | 2017-2019 | FX Productions The Donners' Company Bad Hat Harry Productions Kinberg Genre 26 Keys Productions                           | FX              | Non parte del Marvel Cinematic Universe.                                                  |
| The Gifted                        | 2017-2019 | 20th Century Fox Television The Donners' Company Bad Hat Harry Productions Kinberg Genre Flying Glass of Milk Productions | Fox             | Non parte del Marvel Cinematic Universe. Parte dell'universo cinematografico degli X-Men. |
| Runaways                          | 2017-2019 | ABC Signature Studios Fake Empire                                                                                         | Hulu            |                                                                                           |
| Cloak & Dagger                    | 2018-2019 | ABC Signsture Studios | Freeform        |                                                                                           |
| Helstrom                          | 2020      | ABC Signsture Studios | Hulu            | Non parte del Marvel Cinematic Universe.                                                  |
| M.O.D.O.K.                        | 2021-     | 10k, Multiverse Cowboy, Stoopid Buddy Studios                                                                             | Hulu/Disney+    | Non parte del Marvel Cinematic Universe. Serie animata.                                   |
| Hit-Monkey                        | 2021-     | Speck Gordon Inc., Floyd County Productions                                                                               | Hulu/Disney+    | Non parte del Marvel Cinematic Universe. Serie animata.                                   |
| Agatha All Along                  | 2024      | | Disney+         |                                                                                           |
| Daredevil: Born Again             | 2025      | | Disney+         |                                                                                           |
| Ironheart                         | 2025      | | Disney+         |                                                                                           |